# Sverre Dahl (acteur)

Sverre Dahl (Christiania, 25 april 1885 – Bergen, 22 april 1945) was een Noors toneelacteur en zanger. Deze beroepen werden destijds in Noorwegen gecombineerd omdat er onvoldoende operahuizen beschikbaar waren.
Sverre R. Dahl werd geboren binnen het gezin van handelaar Paulus Olsen Dahl en Walborg Mathilde Dahl.
Dahl debuteerde in 1903 in het Fahlstrøms Teater in Oslo en daar samen met Erna Schøyen de hoofdrollen te pakken in Dollarprinsen, En valsdrøm en Jostmanøvre. In 1911 ging hij aan de slag bij het gezelschap Den Nationale Scene, waar hij tot 1934 werkzaam zou zijn. Hij zou gedurende zijn leven ongeveer 500 rollen spelen vooral in operettes, en komedies.